# Broadway-toren

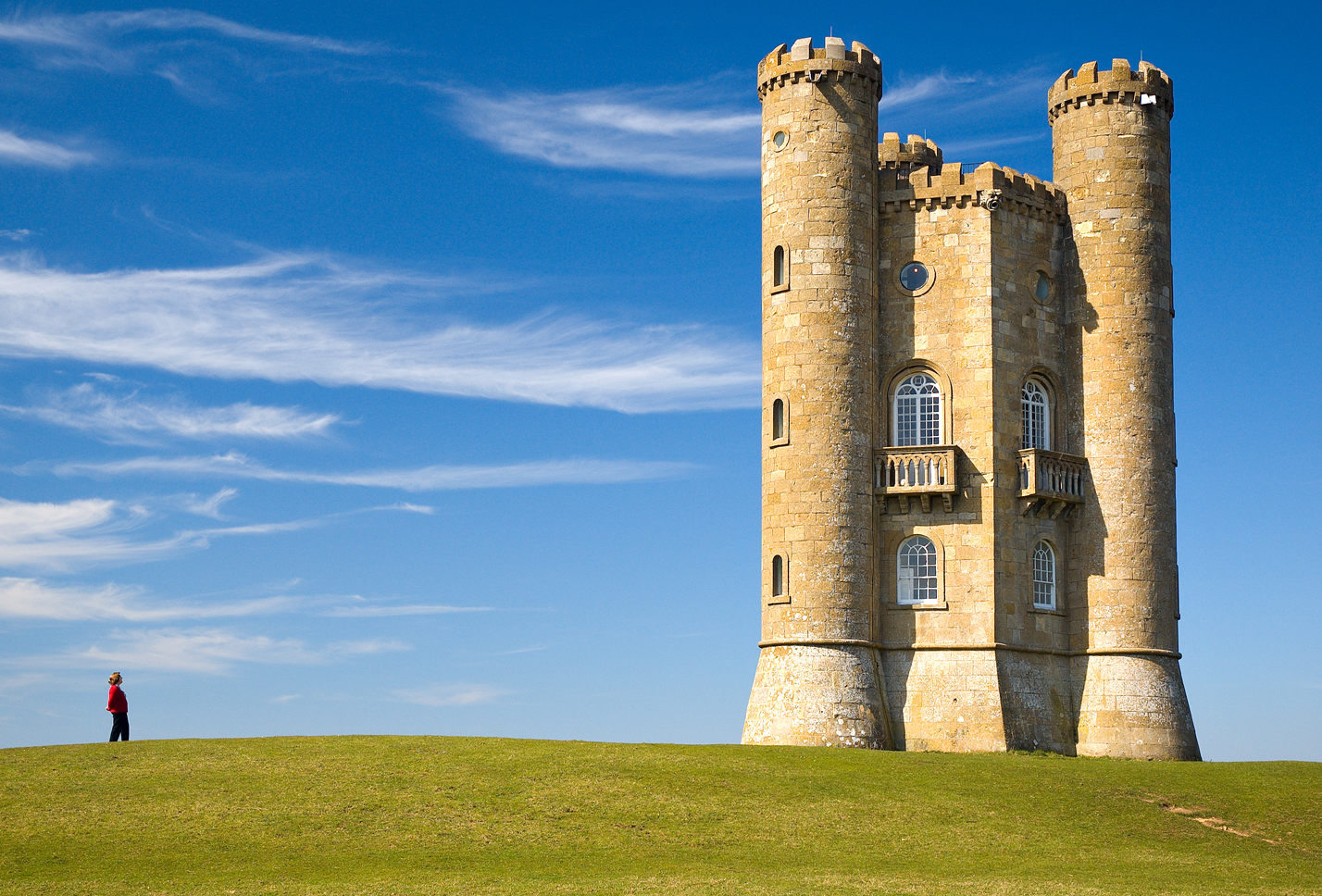
De Broadway-toren

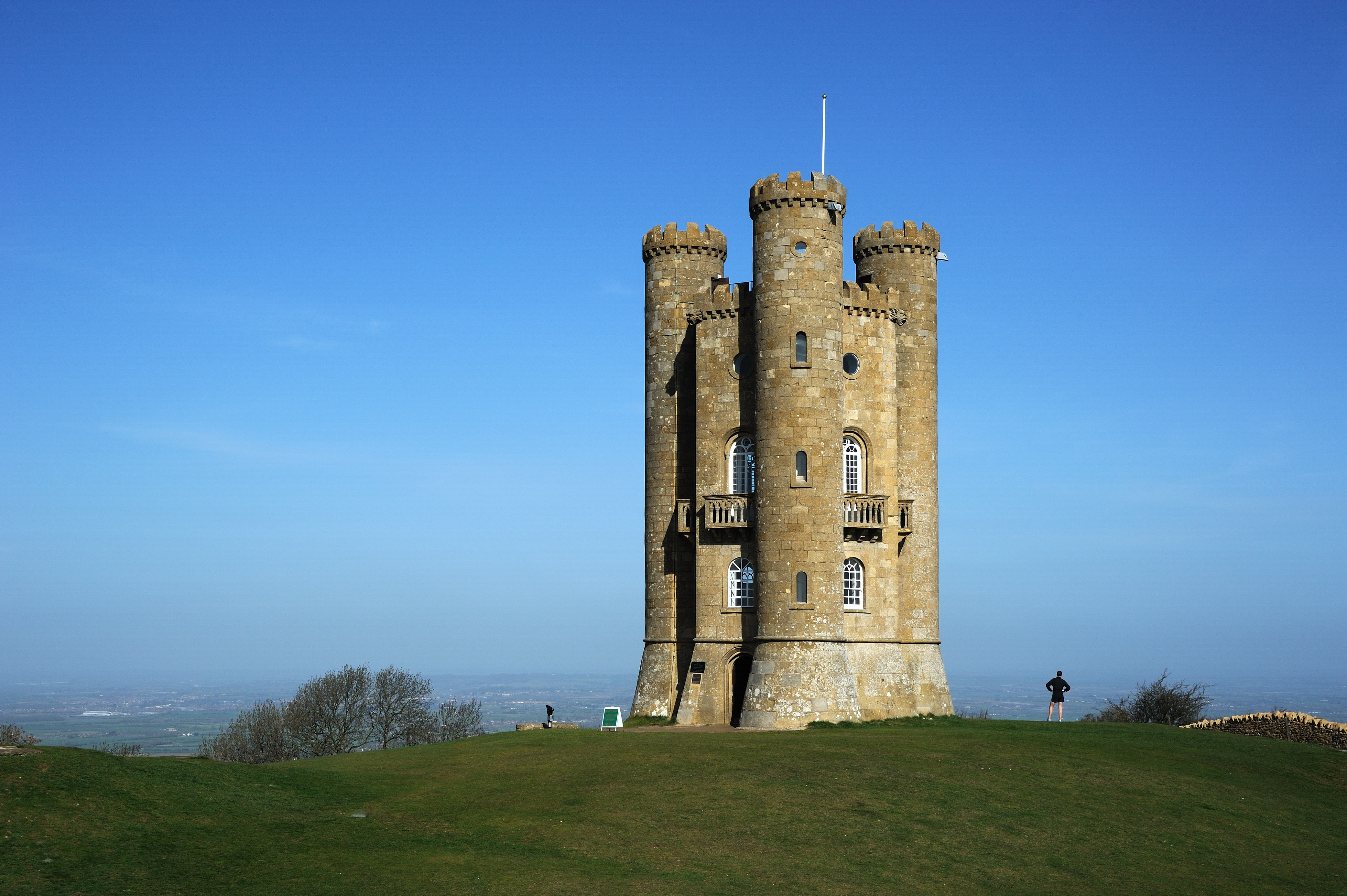
De Broadway-toren van opzij

De Broadway-toren (Engels: Broadway Tower) is een 16,8 meter hoge folly in de buurt van het Britse dorpje Broadway in het Engelse graafschap Worcestershire. De toren bevindt zich op het op een na hoogste punt van de Cotswolds-heuvelrug op 312 meter boven zeeniveau. Op heldere dagen kunnen vanaf het hoogste punt 13 Engelse graafschappen worden gezien.
De toren, die werd ontworpen door James Wyatt voor de vrouwe van de 6e graaf van Coventry, moest bij de voltooiing in 1799 een nepkasteel voorstellen. De toren werd ofwel opgericht in opdracht van de earl (graaf) ter ere van de overwinning van admiraal Adam Duncan op de Nederlandse vloot tijdens de Zeeslag bij Camperduin, of in opdracht van zijn vrouwe, die er eerst een baken zou hebben laten plaatsen om te zien of ze het vanuit haar huis in Worchester kon zien; toen dit het geval bleek te zijn kreeg Wyatt volgens deze versie de opdracht tot de bouw. Voor de komst van de toren werd de heuvel gebruikt als een plaats waar bakens werden aangestoken bij speciale gelegenheden.
De toren werd door verschillende beroemde Britten gebruikt; Thomas Phillipps had er een uitgeverij en kunstenaars als William Morris gebruikten de toren als plaats om zich terug te trekken.